# 셸 망네 본데비크
셸 망네 본데비크(노르웨이어: Kjell Magne Bondevik, 1947년 9월 3일 ~ )은 노르웨이의 정치인이다. 기독민주당 소속으로, 1997년~2000년, 2001년~2005년 사이에 두 차례 총리를 지냈다. 총리직에서 물러난 후 그는 오슬로 센터를 설립하여 국제 인권 활동을 하고 있으며, 특히 북한 인권 문제에 큰 관심을 가지고 있는 것으로 알려져 있다.